# Kościół Świętych Apostołów Piotra i Pawła w Koniuszy
Kościół Świętych Apostołów Piotra i Pawła w Koniuszy – polski rzymskokatolicki kościół parafialny znajdujący się w miejscowości Koniusza, (gmina Koniusza, powiat proszowicki, województwo małopolskie).

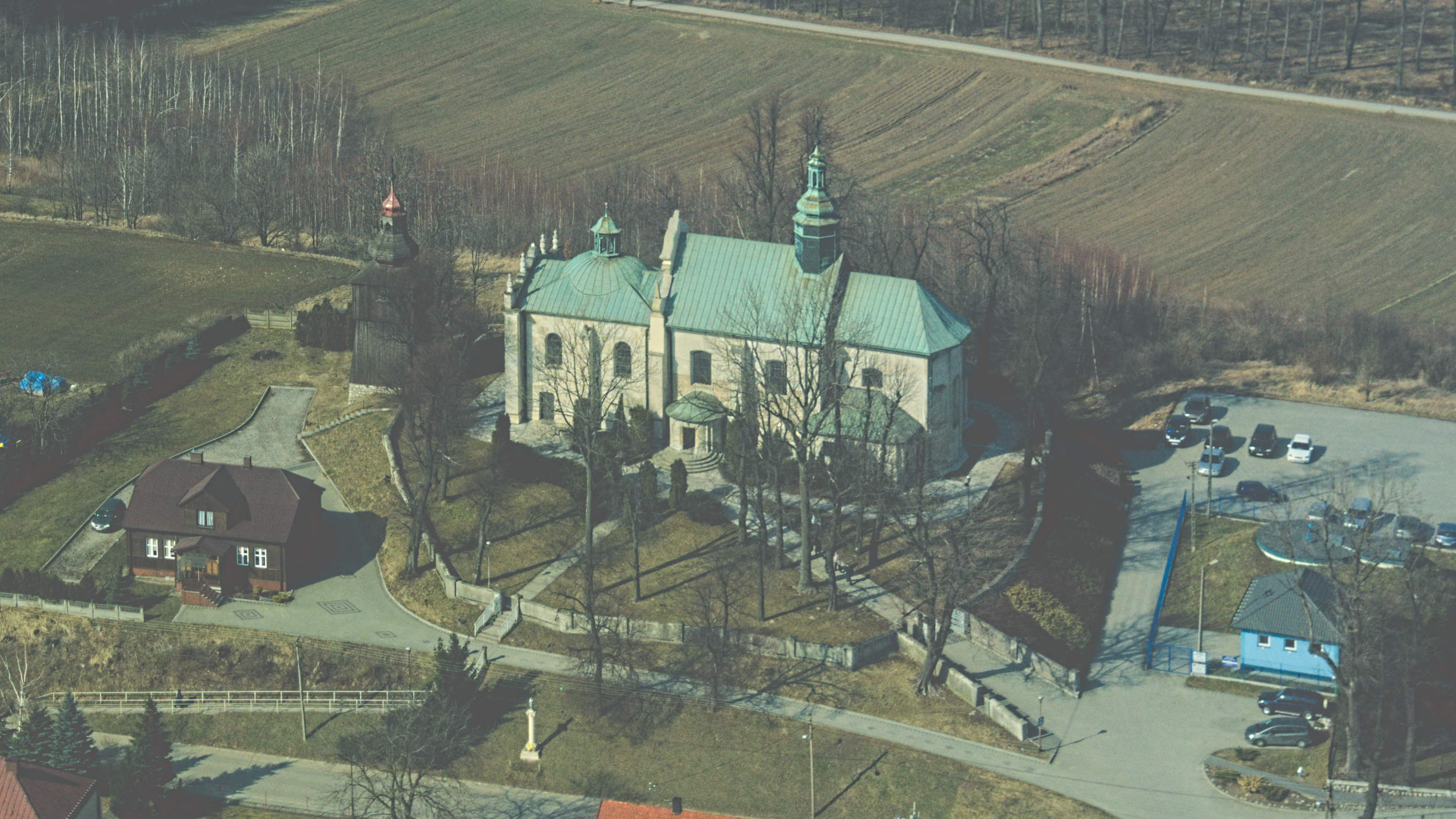

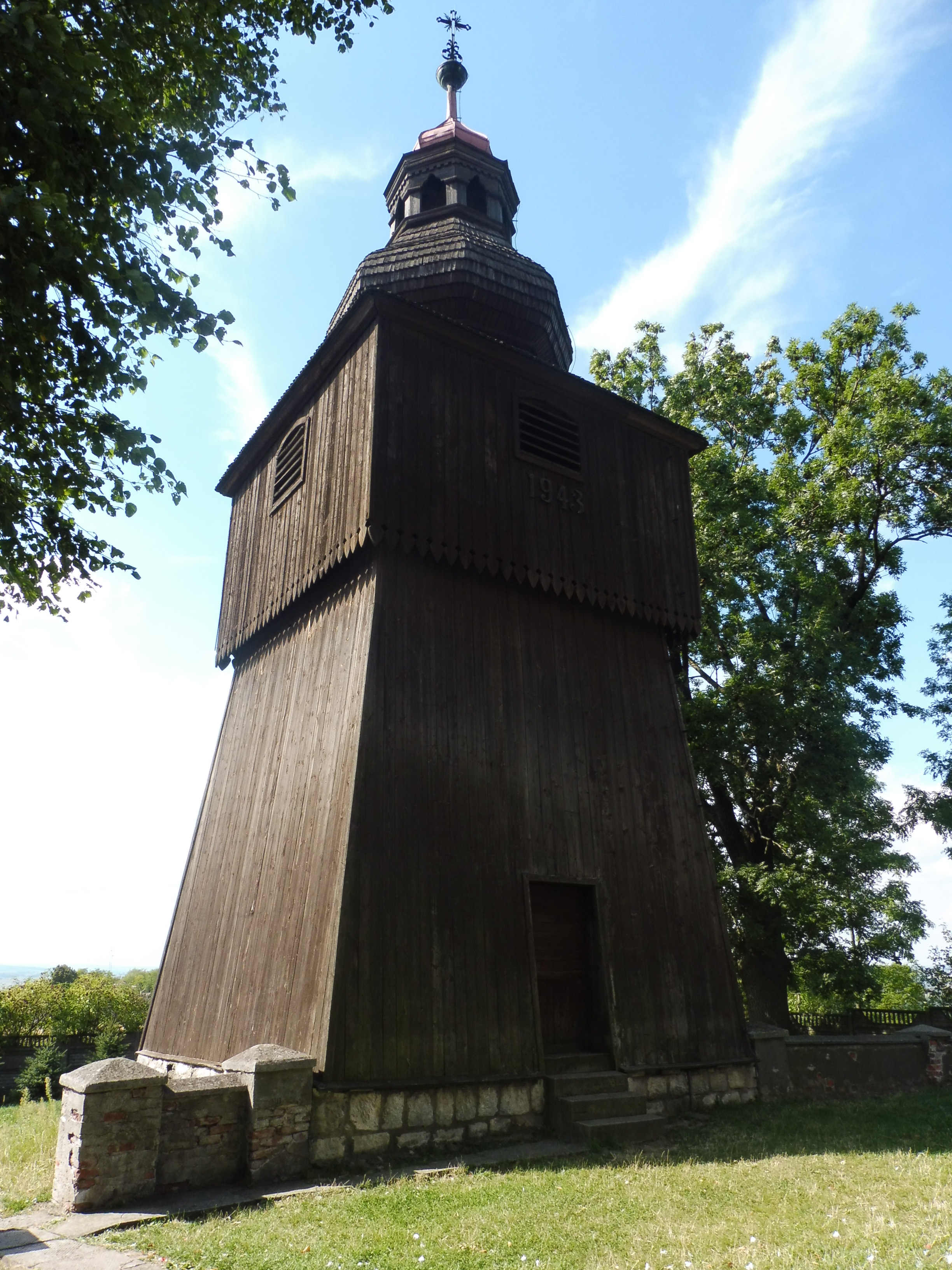
Dzwonnica

## Parafia
Parafia należy do dekanatu proszowickiego, diecezji kieleckiej, metropolii krakowskiej.